# Liste des titres musicaux numéro un au Royaume-Uni en 2020
Cette page présente les no 1 des ventes de singles et d'albums au Royaume-Uni pour l'année 2020 selon The Official Charts Company.
Les classements hebdomadaires sont issus des 100 meilleures ventes de singles (UK Singles Chart) et des 100 meilleures ventes d'albums (UK Albums Chart). Ils prennent en compte les ventes physiques et numériques ainsi que les écoutes en streaming converties en équivalents ventes. Ils sont dévoilés chaque vendredi.
Les dix meilleures ventes annuelles de singles et d'albums sont également présentées.

## Classement des singles
| №  | Date         | Artiste                                               | Titre                                    | Référence |
| -- | ------------ | ----------------------------------------------------- | ---------------------------------------- | --------- |
| 1  | 3 janvier    | Stormzy feat. Ed Sheeran et Burna Boy                 | Own It                                   |           |
| 2  | 10 janvier   | Stormzy feat. Ed Sheeran et Burna Boy                 | Own It                                   |           |
| 3  | 17 janvier   | Stormzy feat. Ed Sheeran et Burna Boy                 | Own It                                   |           |
| 4  | 24 janvier   | Eminem feat. Juice Wrld                               | Godzilla                                 |           |
| 5  | 31 janvier   | Lewis Capaldi                                         | Before You Go                            |           |
| 6  | 7 février    | The Weeknd                                            | Blinding Lights                          |           |
| 7  | 14 février   | The Weeknd                                            | Blinding Lights                          |           |
| 8  | 21 février   | Billie Eilish                                         | No Time to Die                           |           |
| 9  | 28 février   | The Weeknd                                            | Blinding Lights                          |           |
| 10 | 6 mars       | The Weeknd                                            | Blinding Lights                          |           |
| 11 | 13 mars      | The Weeknd                                            | Blinding Lights                          |           |
| 12 | 20 mars      | Saint Jhn                                             | Roses                                    |           |
| 13 | 27 mars      | Saint Jhn                                             | Roses                                    |           |
| 14 | 3 avril      | The Weeknd                                            | Blinding Lights                          |           |
| 15 | 10 avril     | The Weeknd                                            | Blinding Lights                          |           |
| 16 | 17 avril     | The Weeknd                                            | Blinding Lights                          |           |
| 17 | 24 avril     | Michael Ball et Captain Tom Moore                     | You'll Never Walk Alone                  |           |
| 18 | 1er mai      | Live Lounge Allstars                                  | Times Like These (BBC Radio 1 Stay Home) |           |
| 19 | 8 mai        | Drake                                                 | Toosie Slide (en)                        |           |
| 20 | 15 mai       | DaBaby feat. Roddy Ricch                              | Rockstar (en)                            |           |
| 21 | 22 mai       | DaBaby feat. Roddy Ricch                              | Rockstar (en)                            |           |
| 22 | 29 mai       | Lady Gaga et Ariana Grande                            | Rain on Me                               |           |
| 23 | 5 juin       | DaBaby feat. Roddy Ricch                              | Rockstar                                 |           |
| 24 | 12 juin      | DaBaby feat. Roddy Ricch                              | Rockstar                                 |           |
| 25 | 19 juin      | DaBaby feat. Roddy Ricch                              | Rockstar                                 |           |
| 26 | 26 juin      | DaBaby feat. Roddy Ricch                              | Rockstar                                 |           |
| 27 | 3 juillet    | Jawsh 685 et Jason Derulo                             | Savage Love (Laxed – Siren Beat)         |           |
| 28 | 10 juillet   | Jawsh 685 et Jason Derulo                             | Savage Love (Laxed – Siren Beat)         |           |
| 29 | 17 juillet   | Jawsh 685 et Jason Derulo                             | Savage Love (Laxed – Siren Beat)         |           |
| 30 | 24 juillet   | Joel Corry feat. MNEK                                 | Head & Heart                             |           |
| 31 | 31 juillet   | Joel Corry feat. MNEK                                 | Head & Heart                             |           |
| 32 | 7 août       | Joel Corry feat. MNEK                                 | Head & Heart                             |           |
| 33 | 14 août      | Joel Corry feat. MNEK                                 | Head & Heart                             |           |
| 34 | 21 août      | Joel Corry feat. MNEK                                 | Head & Heart                             |           |
| 35 | 28 août      | Joel Corry feat. MNEK                                 | Head & Heart                             |           |
| 36 | 4 septembre  | Cardi B feat. Megan Thee Stallion                     | WAP                                      |           |
| 37 | 11 septembre | Cardi B feat. Megan Thee Stallion                     | WAP                                      |           |
| 38 | 18 septembre | Cardi B feat. Megan Thee Stallion                     | WAP                                      |           |
| 39 | 25 septembre | 24kGoldn feat. Iann Dior (en)                         | Mood (en)                                |           |
| 40 | 2 octobre    | 24kGoldn feat. Iann Dior (en)                         | Mood (en)                                |           |
| 41 | 9 octobre    | 24kGoldn feat. Iann Dior (en)                         | Mood (en)                                |           |
| 42 | 16 octobre   | 24kGoldn feat. Iann Dior (en)                         | Mood (en)                                |           |
| 43 | 23 octobre   | Internet Money (en) et Gunna feat. Don Toliver et Nav | Lemonade                                 |           |
| 44 | 30 octobre   | Ariana Grande                                         | Positions                                |           |
| 45 | 6 novembre   | Ariana Grande                                         | Positions                                |           |
| 46 | 13 novembre  | Ariana Grande                                         | Positions                                |           |
| 47 | 20 novembre  | Ariana Grande                                         | Positions                                |           |
| 48 | 27 novembre  | Ariana Grande                                         | Positions                                |           |
| 49 | 4 décembre   | Ariana Grande                                         | Positions                                |           |
| 50 | 11 décembre  | Mariah Carey                                          | All I Want for Christmas Is You          |           |
| 51 | 18 décembre  | Mariah Carey                                          | All I Want for Christmas Is You          |           |
| 52 | 25 décembre  | LadBaby (en)                                          | Don't Stop Me Eatin'                     |           |

## Classement des albums
| №  | Date         | Artiste                          | Titre                                   | Référence |
| -- | ------------ | -------------------------------- | --------------------------------------- | --------- |
| 1  | 3 janvier    | Lewis Capaldi                    | Divinely Uninspired to a Hellish Extent |           |
| 2  | 10 janvier   | Stormzy                          | Heavy Is the Head (en)                  |           |
| 3  | 17 janvier   | Lewis Capaldi                    | Divinely Uninspired to a Hellish Extent |           |
| 4  | 24 janvier   | Eminem                           | Music to Be Murdered By                 |           |
| 5  | 31 janvier   | J Hus (en)                       | Big Conspiracy                          |           |
| 6  | 7 février    | Blossoms                         | Foolish Loving Spaces                   |           |
| 7  | 14 février   | Green Day                        | Father of All Motherfuckers             |           |
| 8  | 21 février   | Justin Bieber                    | Changes                                 |           |
| 9  | 28 février   | BTS                              | Map of the Soul: 7                      |           |
| 10 | 6 mars       | Lewis Capaldi                    | Divinely Uninspired to a Hellish Extent |           |
| 11 | 13 mars      | Paul Heaton & Jacqui Abbott (en) | Manchester Calling                      |           |
| 12 | 20 mars      | Niall Horan                      | Heartbreak Weather                      |           |
| 13 | 27 mars      | The Weeknd                       | After Hours                             |           |
| 14 | 3 avril      | 5 Seconds of Summer              | C A L M                                 |           |
| 15 | 10 avril     | Dua Lipa                         | Future Nostalgia                        |           |
| 16 | 17 avril     | Dua Lipa                         | Future Nostalgia                        |           |
| 17 | 24 avril     | Gerry Cinnamon (en)              | The Bonny                               |           |
| 18 | 1er mai      | Dua Lipa                         | Future Nostalgia                        |           |
| 19 | 8 mai        | Drake                            | Dark Lane Demo Tapes (en)               |           |
| 20 | 15 mai       | Dua Lipa                         | Future Nostalgia                        |           |
| 21 | 22 mai       | Lewis Capaldi                    | Divinely Uninspired to a Hellish Extent |           |
| 22 | 29 mai       | The 1975                         | Notes on a Conditional Form             |           |
| 23 | 5 juin       | Lady Gaga                        | Chromatica                              |           |
| 24 | 12 juin      | Lady Gaga                        | Chromatica                              |           |
| 25 | 19 juin      | Liam Gallagher                   | MTV Unplugged (Live at Hull City Hall)  |           |
| 26 | 26 juin      | Bob Dylan                        | Rough and Rowdy Ways                    |           |
| 27 | 3 juillet    | Haim                             | Women in Music Pt. III                  |           |
| 28 | 10 juillet   | Paul Weller                      | On Sunset                               |           |
| 29 | 17 juillet   | Juice Wrld                       | Legends Never Die                       |           |
| 30 | 24 juillet   | Ellie Goulding                   | Brightest Blue                          |           |
| 31 | 31 juillet   | Taylor Swift                     | Folklore                                |           |
| 32 | 7 août       | Taylor Swift                     | Folklore                                |           |
| 33 | 14 août      | Taylor Swift                     | Folklore                                |           |
| 34 | 21 août      | Biffy Clyro                      | A Celebration of Endings (en)           |           |
| 35 | 28 août      | The Killers                      | Imploding the Mirage                    |           |
| 36 | 4 septembre  | Nines (en)                       | Crabs in a Bucket                       |           |
| 37 | 11 septembre | The Rolling Stones               | Goats Head Soup                         |           |
| 38 | 18 septembre | Doves                            | The Universal Want                      |           |
| 39 | 25 septembre | Pop Smoke                        | Shoot for the Stars, Aim for the Moon   |           |
| 40 | 2 octobre    | Idles                            | Ultra Mono                              |           |
| 41 | 9 octobre    | Queen + Adam Lambert             | Live Around the World                   |           |
| 42 | 16 octobre   | Headie One                       | Edna                                    |           |
| 43 | 23 octobre   | The Vamps                        | Cherry Blossom                          |           |
| 44 | 30 octobre   | Bruce Springsteen                | Letter to You                           |           |
| 45 | 6 novembre   | Ariana Grande                    | Positions                               |           |
| 46 | 13 novembre  | Kylie Minogue                    | Disco                                   |           |
| 47 | 20 novembre  | AC/DC                            | Power Up                                |           |
| 48 | 27 novembre  | Michael Ball & Alfie Boe         | Together at Christmas                   |           |
| 49 | 4 décembre   | Gary Barlow                      | Music Played by Humans                  |           |
| 50 | 11 décembre  | Yungblud                         | Weird! (en)                             |           |
| 51 | 18 décembre  | Taylor Swift                     | Evermore                                |           |
| 52 | 25 décembre  | Paul McCartney                   | McCartney III                           |           |

## Meilleures ventes de l'année
- C'est Blinding Lights de The Weeknd qui termine en tête du classement annuel des singles avec 2 200 000 ventes ou équivalents ventes. Le titre est aussi bien numéro un du classement streaming, avec 250 000 000 d'écoutes, que des ventes pures aux formats physiques et numériques dont 195 000 téléchargements[1].

- Divinely Uninspired to a Hellish Extent de Lewis Capaldi est la meilleure vente annuelle d'albums pour la deuxième année consécutive avec 456 000 ventes qui viennent s'ajouter aux 641 000 réalisées en 2019. Il devance Fine Line de Harry Styles sorti en décembre 2019 (293 000 ventes en 2020) et Future Nostalgia de Dua Lipa (265 000 ventes)[2],[3].

| Singles | Albums |
| --- | --- |
| 1. The Weeknd – Blinding Lights 2. Tones and I - Dance Monkey 3. Saint Jhn – Roses 4. Lewis Capaldi - Before You Go 5. Joel Corry feat. MNEK - Head & Heart 6. Dua Lipa - Don't Start Now 7. Dababy feat. Roddy Ricch - Rockstar 8. Lewis Capaldi - Someone You Loved 9. Stormzy feat. Ed Sheeran et Burna Boy - Own It 10. Harry Styles – Watermelon Sugar | 1. Lewis Capaldi – Divinely Uninspired to a Hellish Extent 2. Harry Styles - Fine Line 3. Dua Lipa - Future Nostalgia 4. Billie Eilish - When We All Fall Asleep, Where Do We Go? 5. Stormzy - Heavy Is the Head 6. Pop Smoke - Shoot for the Stars, Aim for the Moon 7. Ed Sheeran - No.6 Collaborations Project 8. Queen - Greatest Hits 9. Elton John - Diamonds 10. Fleetwood Mac - 50 Years - Don't Stop |

## Faits marquants

### Albums
- 43 albums accèdent à la première place, un record dans l'histoire des classements officiels au Royaume-Uni[4].

- La chanteuse américaine Taylor Swift classe deux albums à la première place, Folklore et Evermore, tous les deux sortis en 2020.

- Goats Head Soup des Rolling Stones, sorti en 1973, retourne à la première place, avec une édition anniversaire, 47 ans après l'édition originale. Les Rolling Stones deviennent le seul groupe à avoir classé au moins un album numéro 1 dans six décennies différentes (années 1960, 1970, 1980, 1990, 2010 et 2020)[5].

### Singles
- 19 chansons ont été numéro 1 en 2020.

- À 99 ans et 11 mois, le capitaine Tom Moore devient l'interprète le plus âgé à se classer numéro un des ventes de singles avec sa participation, aux côtés du chanteur Michael Ball, à l'enregistrement du single de charité You'll Never Walk Alone pour soutenir le National Health Service[6],[7]. C'est, en outre, la troisième version de la chanson You'll Never Walk Alone à se classer au sommet du hit-parade, après Gerry and the Pacemakers en 1963 et The Crowd en 1985[8].

- LadBaby (en) est le numéro un de Noël pour la troisième année consécutive. Il rejoint ainsi les Beatles et les Spice Girls qui ont été numéro un des singles la semaine de Noël respectivement entre 1963 et 1965 et entre 1996 et 1998[9],[10]. Après la parodie de We Built This City en 2018 et I Love Rock 'n' Roll devenu I Love Sausage Roll en 2019, LadBaby transforme cette fois Don't Stop Believin' du groupe Journey en Don't Stop Me Eatin', toujours dans un but caritatif au bénéfice de l'ONG The Trussell Trust (en) qui coordonne le réseau national de banques alimentaires au Royaume-Uni.

- La chanson All I Want for Christmas Is You interprétée par Mariah Carey, sortie en 1994, arrive pour la première fois en tête du classement la semaine du 11 décembre 2020, soit vingt-six ans après sa sortie, et devient alors le single ayant mis le plus de temps à être numéro 1[11]. Mais trois semaines plus tard, ce record est battu par Last Christmas de Wham!, sortie en 1984, qui est numéro un la dernière semaine de l'année (classement dévoilé le 1er janvier 2021, voir: Liste des titres musicaux numéro un au Royaume-Uni en 2021)[12].